# Reisewitz Baron
Reisewitz Baron − śląski herb baronowski z nadania czeskiego, uważany przez niektórych heraldyków niemieckich (Zedlitz-Neukirch, Kneschke) za odmianę herbu Leliwa.

## Opis herbu
Herb można blazonować następująco:
Tarcza podzielono na czworo. W polu pierwszym: na niebieskim tle srebrny półksiężyc rogami do góry, na końcach każdego rogu półksiężyca sześciopromienna gwiazda złota. W polu drugim i trzecim: na czerwonym tle srebrna poprzeczna belka (herb Austrii jako znak łaski cesarskiej). W polu czwartym: na niebieskim tle srebrna muszla. Klejnot: nad hełmem w koronie srebrna muszla, nad którą półksiężyc i gwiazdy z pierwszego pola. Labry są niebiesko-srebrne.

## Najwcześniejsze wzmianki
Bracia Fiedrich i Wenzel von Reisewitz 14 października 1653 w Ratyzbonie mieli otrzymać od cesarza Ferdynanda III nadanie tytułu baronów czeskich (wraz z pomnożeniem herbu).

## Rodzina Reisewitz
Stary, śląski ród szlachecki mający należeć do Leliwitów.
Na Śląsku linia baronowska tej rodziny pisała się z Kadrzin w opolskim, druga linia pisała się z Schammerwitz. Poza tymi dobrami gniazdowymi posiadali oni także dobra Bierawa i Knurów w opolskim, Kornice, Bojanów, Ocice, Wojnowice, Lekartów w i Sukol w raciborskim, miasteczko Krzanowice, dobra Thamrowitz, Grunowitz w opawskim. Najwcześniejsza wzmianka o tej rodzinie pochodzi z 1524 – pułkownik Bartholomäus von Reisewitz, który miał się odznaczyć w wyprawie wojennej do Włoch, miał przybyć na Śląsk i zostać namiestnikiem (Landrichter) w księstwie opawskim. W 1670 Adam Heinrich von Reisewitz w radzie książęcej w księstwie karniowskim, miał być właścicielem dóbr Uttmuth, Pietrowice Wielkie, Nieder-Obernick i miasteczka Hundsfeld. Franz Maximilian von Reisewitz und Kadrzin, w radzie książęcej w Opawie i Raciborzu, Oberstlandrichter w Księstwie Opawskim,  zmarł w 1722. W XIX wieku Gottlob von Reisewitz, właściciel Wędryni i Liebeiche, dyrektor górnołużyckiego rycerskiego banku kredytowego w Raciborzu (jego słynowie mieli służyć w armii).

## Herbowni
Herb ten był herbem własnym, więc przysługiwał tylko jednemu rodowi herbownych:
Reisewitz.